# Mykołajiwka (rejon buczański)
Mykołajiwka (ukr. Миколаївка) – wieś na Ukrainie, w obwodzie kijowskim, w rejonie buczańskim. W 2001 liczyła 30 mieszkańców.